# Kanton Saint-Pierre-3
Kanton Saint-Pierre-3 (francouzsky Canton de Saint-Pierre-3) je francouzský kanton v departementu Réunion v regionu Réunion. Tvoří ho obec Petite-Île a části měst Saint-Pierre a Saint-Joseph.